# Daphnis hypothous
Daphnis hypothous är en fjärilsart som beskrevs av Arnold Pagenstecher 1900. Daphnis hypothous ingår i släktet Daphnis och familjen svärmare. Inga underarter finns listade i Catalogue of Life.

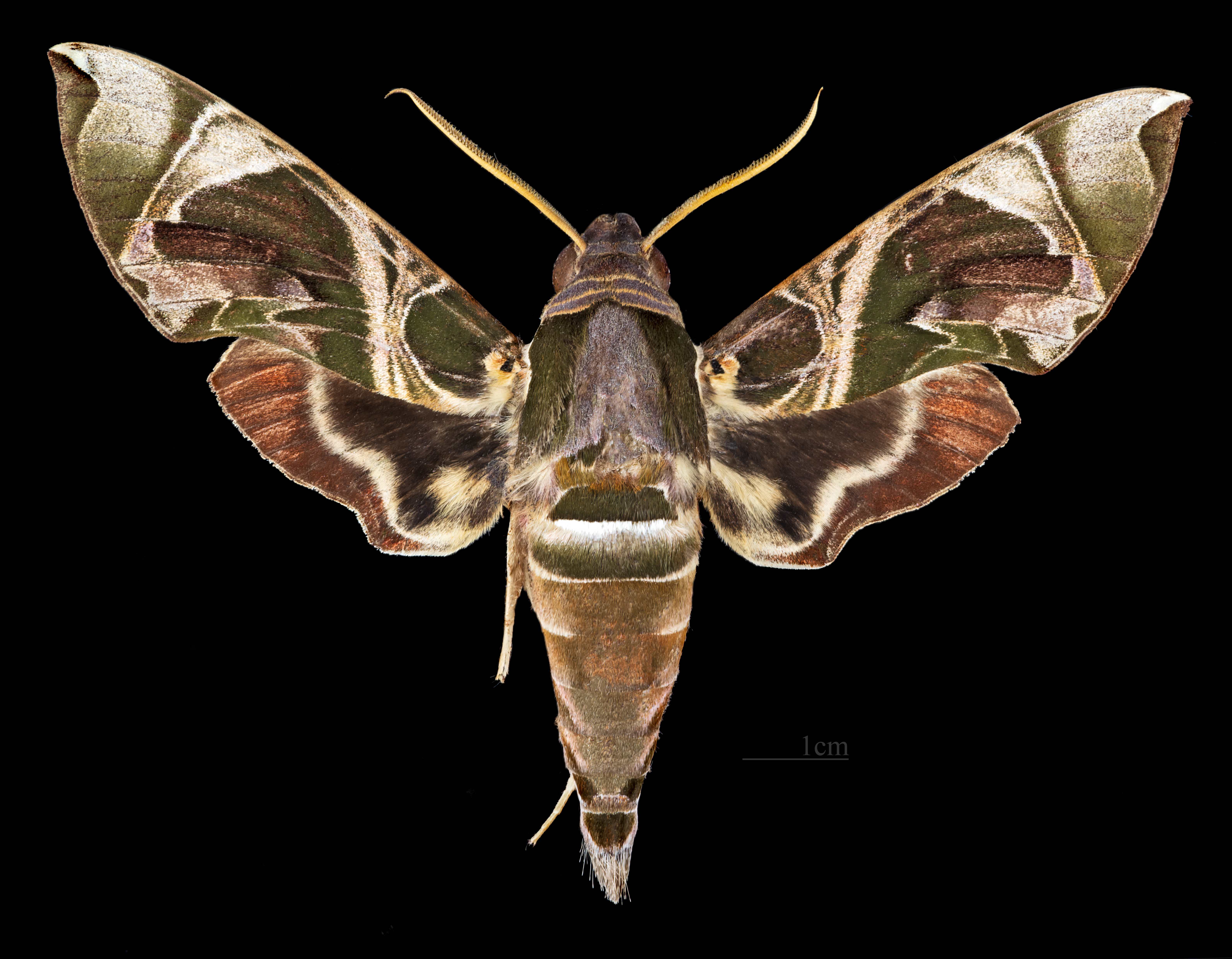
Daphnis hypothous hypothous ♂
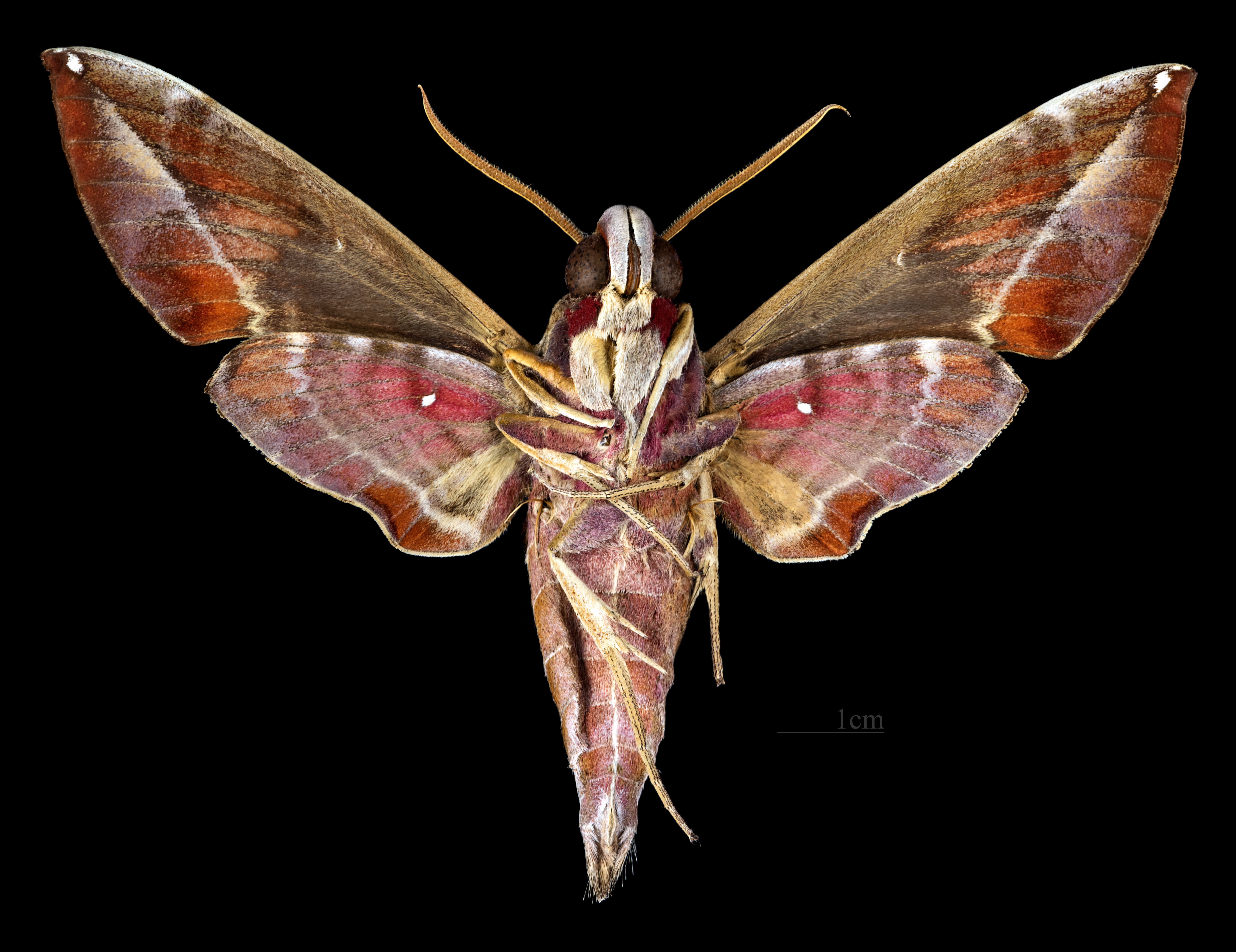
Daphnis hypothous hypothous ♂  △
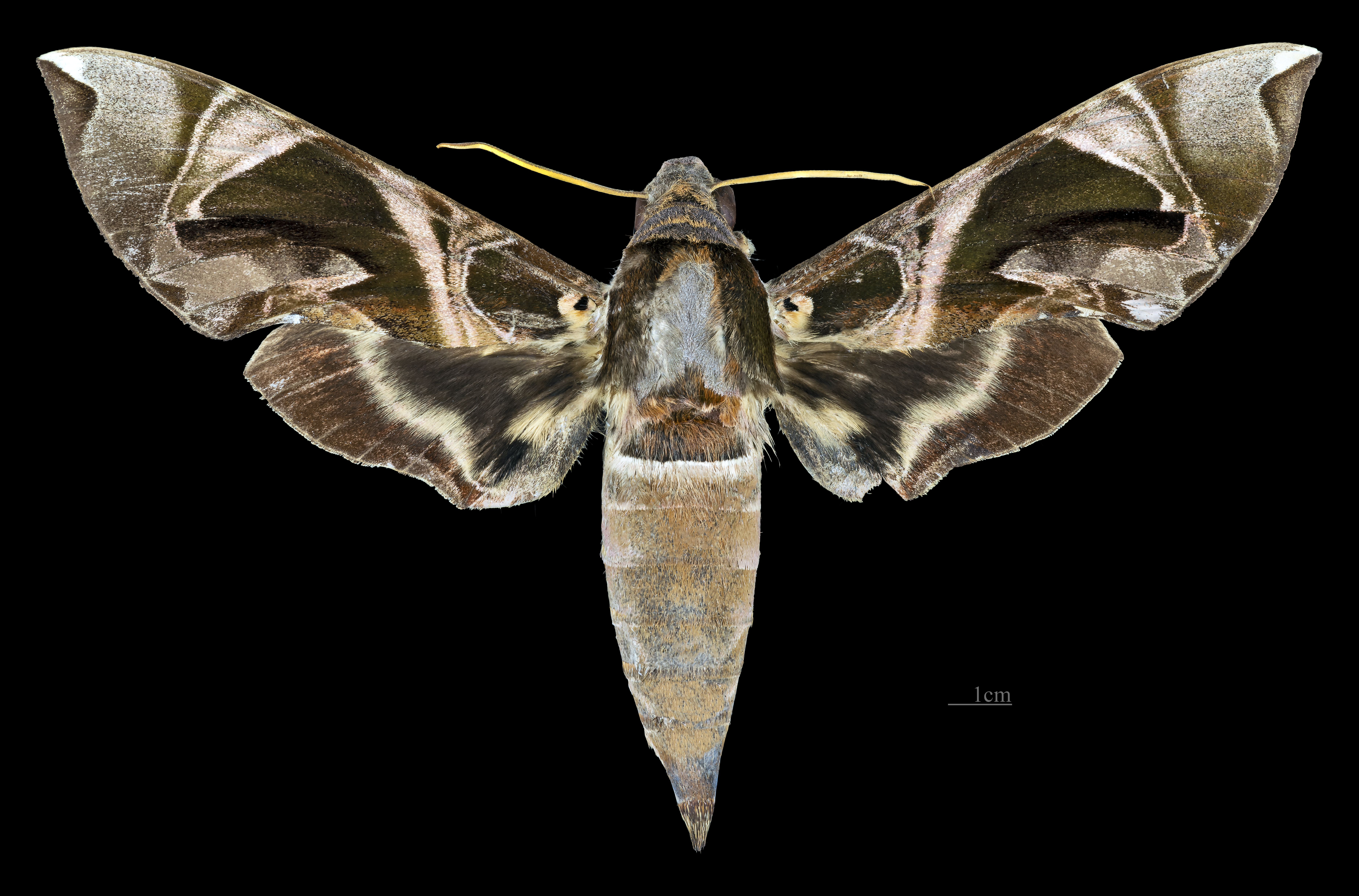
Daphnis hypothous hypothous ♀
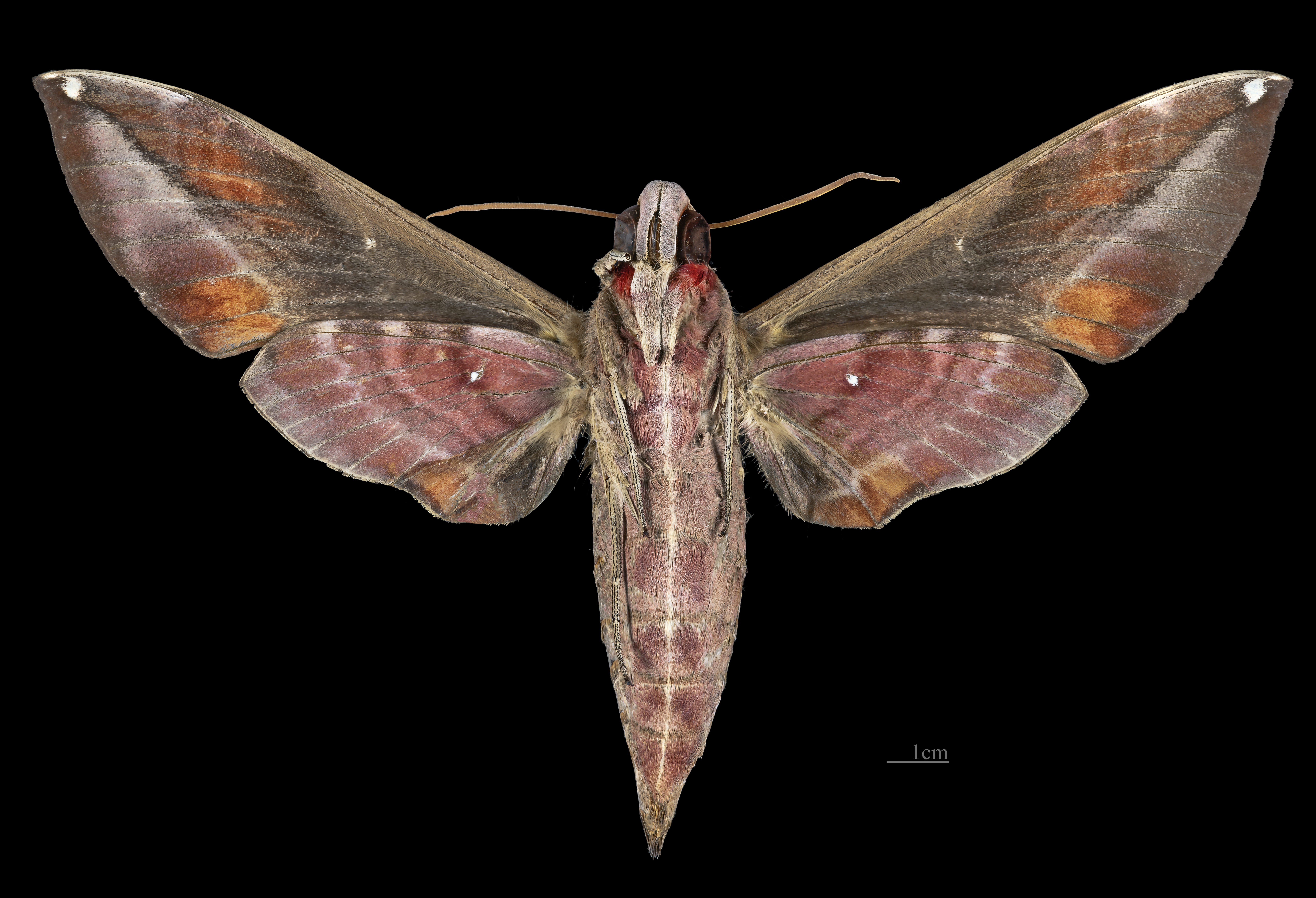
Daphnis hypothous hypothous ♀ △

## Bildgalleri

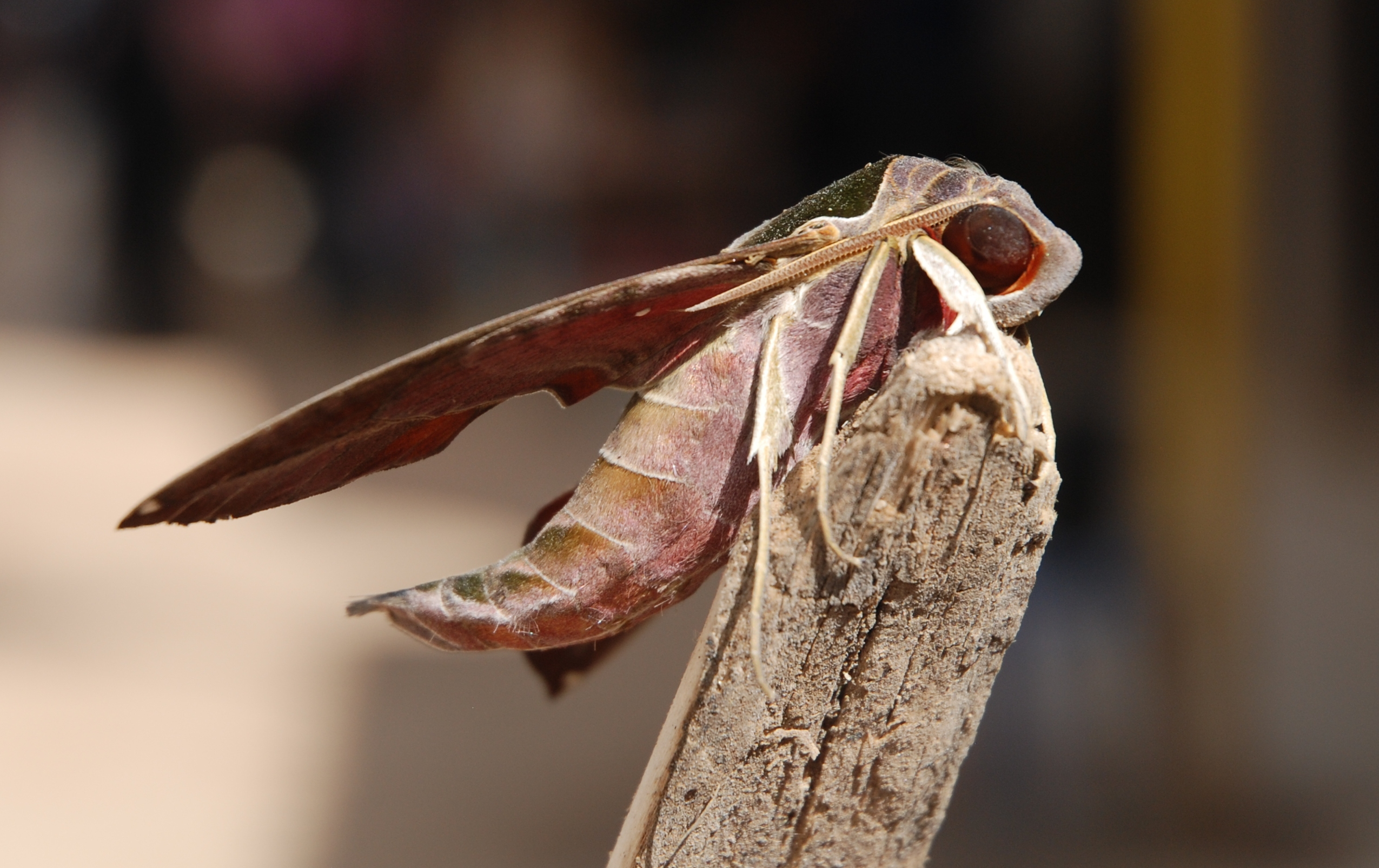